# Hangard (Somme)
Hangard ist eine nordfranzösische Gemeinde mit 121 Einwohnern (Stand 1. Januar 2022) im Département Somme in der Region Hauts-de-France. Die Gemeinde liegt im Arrondissement Montdidier, ist Teil der Communauté de communes Avre Luce Noye und gehört zum Kanton Moreuil.

## Toponymie und Geographie
Der Name der Gemeinde wird von der germanischen Personenbezeichnung Hano und dem Begriff gardo (Garten) abgeleitet. 
Die Gemeinde in der Landschaft Santerre liegt fast vollständig im Norden der Luce an der Départementsstraße D76, rund 7 km nordöstlich von Moreuil. Im Süden erstreckt sich Hangard fast bis an die Départementsstraße D934 (frühere Route nationale 334), im Norden fast bis an die Autoroute A26. Im Osten und Norden der Gemeinde liegen zwei Soldatenfriedhöfe.

## Geschichte
In Hangard wurden vorgeschichtliche Funde gemacht. Im 12. Jahrhundert war Foulques Lehardi Herr von Hangard. 1362 wird Weinbau in der Gemeinde erwähnt. 1523 wurde die Kirche Saint-Martin errichtet. Die im Ersten Weltkrieg im April 1918 zerstörte Gemeinde erhielt als Auszeichnung das Croix de guerre 1914–1918.

## Einwohner
| 1962 | 1968 | 1975 | 1982 | 1990 | 1999 | 2006 | 2010 |
| ---- | ---- | ---- | ---- | ---- | ---- | ---- | ---- |
| 71   | 75   | 82   | 73   | 87   | 100  | 114  | 118  |

## Verwaltung
Bürgermeister (maire) ist seit 2001 Dominique Paille.

## Sehenswürdigkeiten
- Kirche Saint-Martin aus dem Jahr 1523
- Commonwealth-Soldatenfriedhof mit 563 Bestattungen[1]
- Britischer Soldatenfriedhof im Norden zwischen zwei Waldstücken mit 155 Bestattungen[2]

## Persönlichkeiten
- Charles Boudoux d’Hautefeuille, vielfach ausgezeichneter französischer Flieger, am 20. April 1918 wohl hier bei einem Luftkampf getötet.